# پترا نمکووا
پترا نمکووا (به انگلیسی: Petra Němcová) (زاده ۲۴ ژوئن ۱۹۷۹) مدل اهل جمهوری چک است.